# 28 років потому: Кістяний храм
«28 років потому: Кістяний храм» (англ. 28 Years Later: The Bone Temple) — майбутній постапокаліптичний фільм жахів режисера Нії ДаКости за сценарієм Алекса Ґарланда. Четвертий фільм зі серії «28 днів потому», який знімали паралельно з попередньою частиною — «28 років потому» (2025). Головні ролі у фільмі виконали Аарон Тейлор-Джонсон та Джек О'Коннелл.

## Акторський склад
| Актор                | Роль               |
| -------------------- | ------------------ |
| Алфі Вільямс         | Спайк              |
| Аарон Тейлор-Джонсон | Джеймі             |
| Джек О'Коннелл       | Сер Джиммі Крістал |
| Емма Лейрд           | Джимміма           |
| Ерін Мей Келліман    | Джиммі Інк         |
| Рейф Файнз           | доктор Келсон      |
| Кілліан Мерфі        | Джим               |

## Виробництво

### Розробка
У квітні 2024 року повідомлялося, що сиквел «28 років потому» знаходиться у розробці, причому Ніа ДаКоста веде переговори щодо режисури фільму, замінивши Денні Бойла, а Алекс Гарланд повернувся до написання сценарію. У червні 2024 року стала відома назва фільму: «28 років потому: Кістяний храм». У грудні 2024 року Аарон Тейлор-Джонсон оголосив, що повернеться до роботи над фільмом, сказавши: «ми зняли перший і другий фільми разом».

### Зйомки
Основні зйомки розпочалися 19 серпня 2024 року. У вересні 2024 року Кілліана Мерфі помітили на зйомках в Еннердейлі, Камбрія, разом зі знімальною групою, яка, як повідомляється, була залучена до фільму.

## Реліз
Фільм має вийти в прокат у Сполучених Штатах 16 січня 2026 року.

## Продовження
Фільм був анонсований як частина запланованої трилогії, де Гарланд виступить сценаристом усіх трьох фільмів. У січні 2025 року Бойл підтвердив, що режисуватиме останній фільм трилогії.